# شعبة المعاين
شعبة المعاين هي إحدى حارات حي الظهار بمدينة إب اليمنية، بلغ تعداد سكانها 158 نسمة حسب تعداد اليمن لعام 2004.